# Ryan Nugent-Hopkins
Ryan Nugent-Hopkins (Burnaby, 12 aprile 1993) è un hockeista su ghiaccio canadese che gioca come attaccante nella National Hockey League con gli Edmonton Oilers. Fu selezionato in prima posizione assoluta durante l'NHL Entry Draft 2011.

## Carriera

### Giovanili
Nugent-Hopkins fece il suo esordio nella Western Hockey League con la maglia dei Red Deer Rebels al termine della stagione 2008–09, quando militava ancora nella categoria dei Midget. Giocò cinque partite, segnando due reti con l'aggiunta di quattro assist. Nel corso della stagione 2009–10 Nugent-Hopkins disputò 67 incontri, segnando 24 gol e offrendo 41 assist ai compagni. Fu premiato alla fine dell'anno con il Jim Piggott Memorial Trophy, premio assegnato al miglior rookie della lega.
Nel corso delle valutazioni estive in vista dell'NHL Entry Draft 2011, gli esperti dell'International Scouting Service classificarono Nugent-Hopkins come possibile sesta scelta, la seconda più alta della WHL dopo il difensore dei Vancouver Giants David Musil. Nella stagione 2010-2011 egli concluse in testa la classifica degli assist, con 75 passaggi decisivi in 69 incontri. E.J. McGuire, direttore dell'NHL Central Scouting Bureau, sottolineò di Nugent-Hopkins le abilità e le capacità in attacco, mentre Cam Moon, telecronista dei Red Deer Rebels, affermò come fosse il giocatore più forte che avesse mai visto.

### National Hockey League
Il 24 giugno 2011 Nugent-Hopkins fu selezionato in prima posizione assoluta all'NHL Entry Draft 2011 da parte degli Edmonton Oilers, squadra con cui il 2 luglio firmò il contratto di durata triennale valido per i giocatori esordienti in NHL.
Disputò il suo primo incontro con la maglia degli Oilers al debutto della stagione 2011-12, un successo agli shootout contro i Pittsburgh Penguins. Nugent-Hopkins segnò la sua prima rete, bloccando inoltre due conclusioni avversarie, guadagnandosi la terza stella fra i migliori giocatori dell'incontro. Il 15 ottobre, al suo terzo impegno in NHL, segnò il suo primo hat trick da professionista nell'incontro poi perso contro i Vancouver Canucks.
Il 28 ottobre la squadra annunciò ufficialmente che il giocatore sarebbe rimasto in NHL per tutta la stagione, senza transitare dalla American Hockey League, mentre il 2 novembre fu nominato Rookie per il mese di ottobre. Il 19 novembre registrò in una sola partita cinque assist, nel successo per 9-2 contro i Chicago Blackhawks. Il 1º dicembre Nugent-Hopkins vinse il titolo di Rookie del mese della NHL anche per il mese di novembre, centrando una doppietta nei primi due mesi della stagione. Il primo giocatore debuttante a riuscire in quest'impresa fu Evgenij Malkin nel 2007.
Il 2 gennaio 2012 Nugent-Hopkins si infortunò alla spalla sinistra prima della partita contro i Buffalo Sabres, costringendolo ad una pausa forzata per i successivi incontri. Il 23 aprile Nugent-Hopkins ricevette la candidatura al Calder Memorial Trophy insieme a Gabriel Landeskog dei Colorado Avalanche e ad Adam Henrique dei New Jersey Devils. Fu inoltre inserito nell'NHL All-Rookie Team. Nell'estate del 2013 Nugent-Hopkins rinnovò il proprio contratto con gli Oilers per altre sette stagioni.

### Nazionale
Nugent-Hopkins iniziò la sua carriera all'interno di Hockey Canada rappresentando il Team Pacific al World Under-17 Hockey Challenge del 2010. Concluse il torneo con un gol e quattro assist in cinque partite. Nello stesso anno prese parte al torneo amichevole internazionale "Ivan Hlinka Memorial Tournament" tenutosi in Slovacchia. Nel torneo ricoprì il ruolo di capitano alternativo, e segnò la rete decisiva nella finale giocata contro la selezione degli Stati Uniti. Nugent-Hopkins fu il capocannoniere del Canada con cinque reti e due assist in cinque partite.
Nel corso della stagione 2010–11 Nugent-Hopkins fu invitato a prendere parte al raduno della Nazionale U-20 canadese in vista del Campionato mondiale di hockey su ghiaccio Under-20 del 2011. Alla conclusione del raduno non fu convocato per la rassegna iridata. Il debutto con la nazionale maggiore avvenne nel Campionato mondiale del 2012, dove in 8 incontri segnò 4 reti e fornì 2 assist.
Durante il lockout della NHL Nugent-Hopkins fu scelto come capitano per la selezione canadese in vista del Campionato mondiale di hockey su ghiaccio Under-20 del 2013 in Russia. Concluse il torneo con il titolo di miglior attaccante con 15 punti in 6 partite, mancando tuttavia la conquista di una medaglia.

## Palmarès

### Individuale
- NHL All-Rookie Team: 1

2011-2012
- Jim Piggott Memorial Trophy: 1

2009-10
- CHL All-Rookie Team: 1

2009-10
- WHL First All-Star Team: 1

2010-11
- Maggior numero di assist della WHL: 1

2010-11 (75 assist)
- Miglior attaccante del Mondiale U20: 1

Russia 2013
- Maggior numero di assist al Mondiale U20: 1

Russia 2013 (11 assist)
- Capocannoniere del Mondiale U20: 1

Russia 2013 (15 punti)